# Heliodoro Gustines
Heliodoro Gustines (Ciudad de Panamá, Panamá, 1940) es un jockey y entrenador de caballos retirado panameño. En 1967, la revista Time lo llamó "el mejor ciclista sobre césped de los Estados Unidos".

## Carrera
Heliodoro Gustines es más conocido como jockey de Forego, miembro del Salón de la Fama de las Carreras de EE. UU., con quien montó en 31 carreras consecutivas, ganando 21 de ellas. La victoria más importante en su carrera como piloto se produjo en una carrera de la Triple Corona del Clásico Americano el 1 de junio de 1968, cuando montó a Stage Door Johnny hacia la victoria en 2:27 1/5 en Belmont Stakes. Al año siguiente, a bordo de Sharp-Eyed Quillo, ganó la segunda etapa de la Triple Corona canadiense, el Prince of Wales Stakes.Tras retirarse como jockey, Heliodoro Agustines se dedicó a entrenar.